# Episodi di The Inbetweeners (terza stagione)
La terza stagione della serie televisiva The Inbetweeners è stata trasmessa sul canale britannico E4 dal 13 settembre al 18 ottobre 2010. In Italia, sebbene sia stata inedita da MTV, viene trasmessa sottotitolata dalla, ormai defunta, web-tv di Telecom Italia, BonsaiTV.
| nº | Titolo originale           | Titolo italiano | Prima TV UK       | Prima TV Italia |
| -- | -------------------------- | --------------- | ----------------- | --------------- |
| 1  | The Fashion Show           |                 | 13 settembre 2010 |                 |
| 2  | The Gig and the Girlfriend |                 | 20 settembre 2010 |                 |
| 3  | Will's Dilemma             |                 | 27 settembre 2010 |                 |
| 4  | Trip to Warwick            |                 | 4 ottobre 2010    |                 |
| 5  | Home Alone                 |                 | 11 ottobre 2010   |                 |
| 6  | The Camping Trip           |                 | 18 ottobre 2010   |                 |